# Tifon 2a
‎O ‎‎Tifon-2A‎ ‎(Portugues: Tufão-2a )é um tanque de guerra desenvolvido e fabricado em conjunto pela empresa peruana DICSAC (‎‎Diseños Casanave Corporation S.A.C. do Peru‎‎) e 
pela KMDB (‎‎Kharkiv Morozov Machine Building Design Bureau)‎‎ da Ucrânia. O Tifon-2A é baseado no tanque ‎‎soviético T-54/55.‎‎ 